# 400 mètres masculin aux championnats du monde d'athlétisme 2009
Navigation
Osaka 2007 Daegu 2011
L'épreuve du 400 mètres masculin des championnats du monde de 2009 s'est déroulée les 18, 19 et 21 août 2009 dans le Stade olympique de Berlin, en Allemagne. Elle est remportée par l'Américain LaShawn Merritt.

## Critères de qualification
Pour se qualifier (minima A), il faut avoir réalisé moins de 45 s 55 du 1er janvier 2008 au 3 août 2009. Le minima B est de 45 s 95.

## Résultats

### Finale
| Rang               | Athlète         | Temps        |
| ------------------ | --------------- | ------------ |
| Médaille d'or      | LaShawn Merritt | 44 s 06 (WL) |
| Médaille d'argent  | Jeremy Wariner  | 44 s 60 (SB) |
| Médaille de bronze | Renny Quow      | 45 s 02      |
| 4                  | Tabarie Henry   | 45 s 42      |
| 5                  | Chris Brown     | 45 s 47      |
| 6                  | David Gillick   | 45 s 53      |
| 7                  | Michael Bingham | 45 s 56      |
| 8                  | Leslie Djhone   | 45 s 90      |

Les deux meilleurs de chaque série (Q) plus les deux meilleurs temps (q) sont qualifiés pour la finale.
Les 24 demi-finalistes sont les suivants :
Série 1
1. Johan Wissman 	SWE 	45.81 	44.56
2. Mohamed Ashour Khouaja LBA 45.56 	45.56
3. Leslie Djhone 	FRA 	44.99 	44.46
4. Jeremy Wariner 	USA 	44.66 	43.45
5. Ramon Miller 	BAH 	45.00 	45.00
6. David Gillick 	IRL 	44.77 	44.77
7. Joel Milburn 	AUS 	45.56 	44.80
8. Michael Bingham 	GBR 	45.03 	45.03

Série 2
1. Teddy Venel 	FRA 	45.89 	45.54
2. Erison Hurtault 	DMA 	45.55 	45.40
3. LaShawn Merritt 	USA 	44.50 	43.75
4. Renny Quow 	TRI 	44.89 	44.82
5. William Collazo 	CUB 	44.96 	44.96
6. Sean Wroe          AUS 	45.07 	45.07
7. Rabah Yousif 	SUD 	45.55 	45.55
8. Martyn Rooney 	GBR 	45.35 	44.60

Série 3
1. Lionel Larry 	USA 	45.27 	44.63
2. Matteo Galvan 	ITA 	45.86 	45.86
3. Chris Brown BAH 	44.81 	44.40
4. Tabarie Henry 	ISV 	44.77 	44.77
5. John Steffensen 	AUS 	45.28 	44.73
6. Robert Tobin 	GBR 	45.15 	45.01
7. Ricardo Chambers 	JAM 	45.31 	44.62
8. Kévin Borlée BEL 	45.43 	44.88

### Demi-finales
| Rang | Athlète                | Pays        | Temps          |
| ---- | ---------------------- | ----------- | -------------- |
| 1    | Jeremy Wariner         | États-Unis  | 44 s 69 Q      |
| 2    | Michael Bingham        | Royaume-Uni | 44 s 74 Q (PB) |
| 3    | Leslie Djhone          | France      | 44 s 80 q (SB) |
| 4    | David Gillick          | Irlande     | 44 s 88 q      |
| 5    | Ramon Miller           | Bahamas     | 44 s 99 (PB)   |
| 6    | Joel Milburn           | Australie   | 46 s 06        |
| 7    | Mohamed Ashour Khouaja | Libye       | 46 s 43        |
|      | Johan Wissman          | Suède       | DNS            |

| Rang | Athlète         | Pays              | Temps     |
| ---- | --------------- | ----------------- | --------- |
| 1    | LaShawn Merritt | États-Unis        | 44 s 37 Q |
| 2    | Renny Quow      | Trinité-et-Tobago | 44 s 53 Q |
| 3    | William Collazo | Cuba              | 44 s 93   |
| 4    | Sean Wroe       | Australie         | 45 s 32   |
| 5    | Erison Hurtault | Dominique         | 45 s 59   |
| 6    | Rabah Yousif    | Soudan            | 45 s 63   |
| 7    | Martyn Rooney   | Royaume-Uni       | 45 s 98   |
| 8    | Teddy Venel     | France            | 46 s 30   |

| Rang | Athlète          | Pays        | Temps        |
| ---- | ---------------- | ----------- | ------------ |
| 1    | Chris Brown      | Bahamas     | 44 s 95 Q    |
| 2    | Tabarie Henry    | ISV         | 44 s 97 Q    |
| 3    | Ricardo Chambers | Jamaïque    | 45 s 13 (SB) |
| 4    | Kévin Borlée     | Belgique    | 45 s 28 (SB) |
| 5    | John Steffensen  | Australie   | 45 s 5       |
| 6    | Lionel Larry     | États-Unis  | 45 s 85      |
| 7    | Robert Tobin     | Royaume-Uni | 45 s 9       |
| 8    | Matteo Galvan    | Italie      | 46 s 87      |

### Séries
| Rang | Athlète | Temps |
| ---- | ------- | ----- |
| 1    |         |       |
| 2    |         |       |
| 3    |         |       |
| 4    |         |       |
| 5    |         |       |
| 6    |         |       |
| 7    |         |       |
| 8    |         |       |

| Rang | Athlète | Temps |
| ---- | ------- | ----- |
| 1    |         |       |
| 2    |         |       |
| 3    |         |       |
| 4    |         |       |
| 5    |         |       |
| 6    |         |       |
| 7    |         |       |
| 8    |         |       |

| Rang | Athlète | Temps |
| ---- | ------- | ----- |
| 1    |         |       |
| 2    |         |       |
| 3    |         |       |
| 4    |         |       |
| 5    |         |       |
| 6    |         |       |
| 7    |         |       |
| 8    |         |       |

| Rang | Athlète | Temps |
| ---- | ------- | ----- |
| 1    |         |       |
| 2    |         |       |
| 3    |         |       |
| 4    |         |       |
| 5    |         |       |
| 6    |         |       |
| 7    |         |       |
| 8    |         |       |

| Rang | Athlète | Temps |
| ---- | ------- | ----- |
| 1    |         |       |
| 2    |         |       |
| 3    |         |       |
| 4    |         |       |
| 5    |         |       |
| 6    |         |       |
| 7    |         |       |
| 8    |         |       |

| Rang | Athlète | Temps |
| ---- | ------- | ----- |
| 1    |         |       |
| 2    |         |       |
| 3    |         |       |
| 4    |         |       |
| 5    |         |       |
| 6    |         |       |
| 7    |         |       |
| 8    |         |       |

| Rang | Athlète | Temps |
| ---- | ------- | ----- |
| 1    |         |       |
| 2    |         |       |
| 3    |         |       |
| 4    |         |       |
| 5    |         |       |
| 6    |         |       |
| 7    |         |       |
| 8    |         |       |

## Légende
Records et Performances
- AR : Record continental (area record)
- CR : Record des championnats (championship record)
- MR : Record du meeting (meet record)
- NR : Record national (national record)
- OR : Record olympique (olympic record)
- PR : Record paralympique (paralympic record)
- PB : Record personnel (personal best)
- SB : Meilleure performance personnelle de la saison (season's best)
- WL : Meilleure performance mondiale de l'année (world leader)
- WJR : Record du monde junior (world junior record)
- WR : Record du monde (world record)

Circonstances et Conditions
- DNF : N'a pas terminé (did not finish)
- DNS : N'a pas pris le départ (did not start)
- DQ : Disqualification (disqualification)
- NM : Aucun essai valable enregistré (No Mark)
- Q : Qualifié « directement » au prochain tour (ou à la prochaine compétition), lors d'une compétition majeure, grâce au classement ou à la réalisation des minima (automatic qualifier)
- q : Qualifié au prochain tour (ou à la prochaine compétition), lors d'une compétition majeure, grâce au repêchage ou à la réalisation de l'une des meilleures performances parmi celles des « non qualifiés directement » (grâce au meilleur temps ou à la meilleure distance par exemple) (secondary qualifier)